# Gilchristella aestuaria
Gilchristella aestuaria és una espècie de peix pertanyent a la família dels clupeids i l'única del gènere Gilchristella.

## Descripció
Pot arribar a fer 10 cm de llargària màxima. Té12-18 radis tous a l'aleta dorsal i 16-27 a l'anal. Pot assolir fins a sis anys.
Es reprodueix al llarg de tot l'any amb un pic a la primavera i inici de l'estiu. Menja principalment zooplàncton.
És un peix d'aigua dolça, salabrosa i marina; pelàgic-nerític; amfídrom i de clima subtropical (25°S-36°S, 17°E-34°E). Es troba a Àfrica: Moçambic, Sud-àfrica, Eswatini i Tanzània.
És inofensiu per als humans.

## Depredadors
A Sud-àfrica és depredat per Galeichthys feliceps, Elops machnata, Thryssa vitrirostris, Pomatomus saltatrix, Argyrosomus holepidotus, Argyrosomus hololepidotus, Lichia amia, Monodactylus falciformis, Platycephalus indicus, Ceryle rudis i Hydroprogne tschegrava.

## Ús comercial
Es comercialitza fresc o en salaó.